# Lumnitzer István
Lumnitzer István (Selmecbánya, 1749. április 4. – Pozsony, 1806. január 11.) orvos, flórakutató, botanikus.

## Életpályája
Az egyetemet Winterl József Jakab tanítványaként Nagyszombatban, majd Jénában és Halléban végezte és Nagyszombatban tett orvosi doktorátust. Előbb Szentgyögy (Svätý Jur pri Bratislave), majd 1785 és 1791 között Bazin (Pezinok) városi orvosa volt. Pozsonyban lakott azonban ez idő alatt is, majd 1791-től már csak Pozsonyban folytatott gyakorlatot. Pozsonyban ismert és keresett orvos volt, emellett oktatott is. Szabadidejét azonban a botanikának szentelte. "Növénylátó kirándulásaira" hívta magával diákjait, akiket  megismertetett a növényvilág szépségeivel és érdekességeivel. A városi főorvos, Huszty Zakariás Teofil (1754–1803) felkérésére Lumnitzer részt vett az angol Jenner által kifejlesztett himlőoltás pozsonyi bevezetésében is.
1781-ben a tekintélyes pozsonyi Habermayer családba nősült, e házasságából született 1783-ban Pozsonyban József nevű fia (ő már Lumniczernek írta a nevét). Lumniczer József (1783– 1868) nem lépett ugyan apja nyomdokaiba, de József fia, vagyis István unokája: Lumniczer Sándor (1821–1892) orvos lett, aki a szabadságharcban a honvédorvosi kar főnöke volt, majd a 19. század egyik legjobb magyar sebészprofesszoraként működött Budapesten.
Pozsonyban halt meg 1806-ban, kórházi szolgálata során a napóleoni háborúkban fellépô járvány áldozata lett.

## Munkássága
Pozsony környékén botanizált. 1791-ben ő adta ki Magyarországon az első "helyi flóraművet". Flora Posoniensis című műve Horvátovszky csonka művétől eltekintve az első m. megyei flóra, 1008 virágos és 286 virágtalan növényt sorol fel. Lumnitzer könyve előtt csak a híres flamand tudós, C. Clusius 1583-ban Antwerpenben kiadott, "Pannónia néhány ritka növénye…" (Rariorum aliquot stirpium per Pannoniam…) című könyve említett néhány Pozsony környéki növényt. Lumnitzer ezért szabadidejében Pozsony környékét bejárva 1294 növényfajt gyűjtött be. A növények rendszerezésénél – mint azt könyve címe is jelzi – a híres svéd botanikus, Linné módszerét alkalmazta.

## Főbb munkái
- De rerum naturalium (Posonii, 1777)
- Flora Posoniensis. . ., (Lipsiae, 1791)